# Abelardo Lobato Casado
Abelardo Lobato Casado, O.P., (San Pedro de la Viña, Zamora, 20 de enero de 1925 - Cádiz, 18 de mayo de 2012) fue un sacerdote, fraile dominico, catedrático, filósofo y teólogo español.

## Biografía
Nació en San Pedro de la Viña (Zamora) en 1925, en el seno de una familia de agricultores y herreros. Ingresó joven en la Orden de Predicadores, haciendo la profesión solemne en el Convento de Almagro (Ciudad Real) en septiembre de 1942. En ese mismo Convento realizó sus estudios de Humanidades y de Filosofía. En 1948 fue enviado a cursar la Teología en el Convento de San Esteban de Salamanca, donde tuvo como profesores a los padres Santiago Ramírez, O.P., Guillermo Fraile, O.P., y Venancio Carro, O.P., entre otros. En Salamanca obtuvo los títulos de Lector (el doctorado en la Orden de Predicadores) y de licenciado en Sagrada Teología. Fue ordenado sacerdote el 16 de abril de 1949.
Al concluir sus estudios teológicos en Salamanca fue enviado a profundizar en sus estudios de Filosofía en el Colegio internacional Angelicum (actual Universidad Pontificia de Santo Tomás de Aquino) de Roma, donde tuvo como profesor al P. Reginald Garrigou-Lagrange, O.P., entre otros. En 1951 obtuvo la licenciatura en Filosofía y en 1952 el doctorado, también en Filosofía, con una tesis sobre Avicena y Santo Tomás de Aquino. Entonces prosiguió sus estudios en la Escuela de Estudios Árabes de Granada y en la Universidad Central de Madrid, donde obtuvo una licenciatura con una tesina titulada La estética de Nicolai Hartmann.
Inició sus vida docente impartiendo algunas asignaturas en el Studium generale de los dominicos en Granada. Desde 1960 hasta 1970 fue catedrático de Estética en la Universidad Pontificia de Salamanca. De 1963 a 1996 fue catedrático de Metafísica en la Universidad Pontifica de Santo Tomás de Aquino de Roma, de cuya Facultad de Filosofía fue decano entre 1968 y 1989. En 1982 fue nombrado delegado de la Santa Sede en el Consejo de Europa para los Derechos Humanos, y en 1987 recibió el título de Maestro en Sagrada Teología, el más alto título académico que concede la Orden de Predicadores. Entre 1996 y 2001 fue rector de la Facultad de Teología de Lugano (Suiza).
Murió en Cádiz el 18 de mayo de 2012.

## Su papel como organizador y fundador
El P. Abelardo fundó y promocionó varias asociaciones destinadas al estudio y a la investigación. En 1984, fundó el Instituto Fray Bartolomé de las Casas de Sevilla y en 1987 el Instituto de Santo Tomás de Roma. Además, fue promotor y director de la Sociedad Internacional Tomás de Aquino (SITA), institución que le eligió presidente en 1997. Ha sido cofundador del Consejo de Universidades Tomistas. Fue miembro de la Pontificia Academia Romana de Santo Tomás, de la que fue nombrado presidente por el Papa Juan Pablo II, de quien fue amigo personal.
Promovió el Congreso Internacional en Roma y Nápoles en 1974 con ocasión de VII centenario de la muerte de Santo Tomás de Aquino, organizado por el entonces Maestro general de la Orden Fr. Aniceto Fernández Alonso, O.P. También impulsó el Congreso Internacional Teoría y Praxis de 1976, celebrado en Génova y Barcelona.

## Distinciones y reconocimientos
- Maestro en Sagrada Teología, el más alto título académico que concede la Orden de Predicadores (1987).

- Hombre del año por el Biographical American Institute (1999).

- Ciudadano honorario de la ciudad italiana de Aquino (2001).

- Doctorado honoris causa por la Universidad Católica San Antonio de Murcia (2006).

## Obras

### Libros:
- Vida y obra de Francisco Alvarado O.P. (1954, 1ª ed.; 2011, 2ª ed.).
- Avicena y Santo Tomás, teoría del conocimiento (1956).
- Ser y belleza (1964, 1ª ed.).
- La pregunta por la mujer (1976).
- Dignidad y aventura humana (1997).
- Tomás de Aquino. El santo, el maestro (2001, 1ª ed.). Escrito en colaboración con José A. Martínez Puche.
- Tomás de Aquino, maestro de maestros (2006).
- Los preámbulos de la fe cristiana (2010).[10]
- Abelardo, haz memoria (2012).[11]

Fue director, editor y colaborador de la obra El pensamiento de Santo Tomás de Aquino para el hombre de hoy, en tres volúmenes. En la obra colaboraron Eudaldo Forment, Armando Segura, Victorino Rodríguez, O.P., Alberto Escallada, O.P., José Mª Artola, O.P. Armando Bandera, O.P., Vicente Cudeiro, O.P., y Battista Mondin, S.X.

### Artículos:
- "La filosofía de Ortega y Gasset", en: La Ciencia Tomista 85 (1958) 129-151; 313-324.
- "En torno a la filosofía de Ortega y Gasset", en: La Ciencia Tomista 86 (1959) 129-151.
- "Diálogo y disputa. 'Rencontre' del padre Ramírez con Julián Marías", en: La Ciencia Tomista 87 (1960) 169-193.
- "Orden, causalidad y analogía", en: La Ciencia Tomista 90 (1963) 471-479.
- "Política y religión desde la perspectiva de la libertad humana. La promoción de la libertad en política y religión", en: Verbo 159-160 (1977) 1305-1358.
- "El hombre como ser social. Análisis y comparación del pensamiento de Santo Tomás de Aquino y Carlos Marx", en: Verbo 178 (1979) 1001-1041.
- "Los derechos humanos en el pensamiento contemporáneo", en: Verbo 189-190 (1980) 1171-1197.
- "La voz de la conciencia europea", en: Verbo 249-250 (1986) 1299-1324.
- "Ética y futuro del hombre", en: Verbo 321-322 (1994) 41-71.